# Rubén Israel
Rubén Jorge Israel Yelen (ur. 8 grudnia 1955 w Montevideo, zm. 5 lipca 2021) – urugwajski piłkarz występujący na pozycji obrońcy i trener piłkarski.
Israel urodził się i wychowywał w jednej z dzielnic stołecznego miasta Montevideo, La Comercial. Tam rozpoczynał grę w piłkę w młodzieżowym zespole 7 Estrellas. Występował na pozycji bocznego obrońcy i niedługo potem trafił do drużyny Racing Club de Montevideo, w której zadebiutował jako dwudziestolatek. Później grał jeszcze w River Plate Montevideo, po czym w młodym wieku zdecydował się zakończyć piłkarską karierę, gdyż nie miał gwarancji utrzymania swojej rodziny. We wszystkich klubach, których barwy reprezentował, pełnił funkcję kapitana.
Mimo zakończenia profesjonalnej gry w piłkę Israel cały czas interesował się futbolem i w latach 1991–1993 z powodzeniem prowadził amatorską ekipę Club Hebraica Macabi. Triumfował z nią w trzech turniejach na poziomie uniwersyteckim i zdobył srebrny medal w rozgrywkach Macabeada Panamericana. Za namową żony zdecydował się ukończyć kurs trenerski w 1994 roku. Dzień po towarzyskim meczu Hebraiki z Cerrito władze drugiego z wymienionych klubów zaproponowały mu pracę. Początkowo trenował rezerwy Cerrito, a później został szkoleniowcem seniorów, występujących wówczas w drugiej lidze. W swoim debiutanckim sezonie zajął ze swoim zespołem czwarte miejsce w tabeli.
W 1996 roku Israel objął funkcję trenera klubu Rentistas, także grającego w Segunda División. Jeszcze w tych samych rozgrywkach wygrał z nim drugą ligę, co zaowocowało awansem do najwyższej klasy rozgrywkowej. Sam szkoleniowiec pozostał jednak na pierwszoligowym zapleczu, podpisując umowę z ostatnią w drugoligowej tabeli drużyną Progreso. Pod jego przywództwem piłkarze Progreso zanotowali jedenaście zwycięstw z rzędu i na koniec sezonu Clausura 1997 zajęli pierwsze miejsce w rozgrywkach, co pozwoliło im na awans do Primera División.
W 1998 roku Israel po raz pierwszy w karierze został trenerem ekipy z pierwszej ligi urugwajskiej, Miramar Misiones. Osiągnął z nim wówczas szóste miejsce w tabeli, podobnie jak z kolejnym zespołem, Huracánem Buceo, który szkolił w sezonie 1999. Dzięki temu Huracán dostał się do turnieju Liguilla Pre-Libertadores. Sukces ten odniósł także trzy lata później, prowadząc Rentistas. W międzyczasie bez większych sukcesów opiekował się drużynami Rampla Juniors i ponownie Huracánem Buceo, jednak zawsze plasował się z nimi na co najmniej piątej lokacie w tabeli ligowej.
W 2003 roku, po drugim pobycie w Rentistas, Israel przyjął zaproszenie od federacji piłkarskiej i przez następne kilka miesięcy zajmował się rozwojem juniorskich reprezentacji Urugwaju. W sezonie 2004 powrócił do piłki ligowej w roli trenera Atenas San Carlos, który pod jego kierownictwem zajął szóste miejsce w końcowej klasyfikacji. Później dołączył do organizowanego przez ministerstwo sportu projektu dotyczącego młodzieżowego futbolu – polegał on na rozwoju tej dyscypliny sportu w Urugwaju, biorąc za punkt wyjścia juniorską piłkę nożną. Jego wykonanie trwało rok i pozwoliło umieścić w ośrodkach szkoleniowych około 1500 dzieci.
W 2007 roku Israel wyjechał do Paragwaju, gdzie podpisał kontrakt z zespołem Club Libertad ze stołecznego miasta Asunción. W tej drużynie spędził udane dwa lata, zwieńczone aż trzema tytułami mistrzowskimi z rzędu – w rozgrywkach 2007, Apertura 2008 i Clausura 2008. Poprowadził Libertad w kilku turniejach międzynarodowych i pobił rekord ligi paragwajskiej w liczbie zdobytych punktów w jednym sezonie. Dał się wypromować wielu paragwajskim zawodnikom, dzięki czemu trafili oni później do Europy. Sam Israel został wybrany przez Fox Sports najlepszym trenerem Ameryki w 2008 roku podczas gali w Buenos Aires. Innymi szkoleniowcami nominowanymi do tej nagrody byli Gerardo Martino z reprezentacji Paragwaju i Edgardo Bauza z LDU Quito. W maju 2009 był bliski objęcia kolumbijskiej ekipy Atlético Nacional, jednak ostatecznie objął inną drużynę z tego kraju – Independiente Santa Fe. Zaledwie miesiąc później zrezygnował ze stanowiska po otrzymaniu śmiertelnych pogróżek od jednego z kibiców. Jeszcze w tym samym roku został trenerem chilijskiego Uniónu Española i funkcję tę pełnił przez rok bez większych sukcesów.
W kwietniu 2011 Israel został selekcjonerem reprezentacji Salwadoru, którą w tym samym roku poprowadził w rozgrywkach Złotego Pucharu CONCACAF, gdzie zajął wówczas piąte miejsce, odpadając z turnieju w ćwierćfinale. Za jego kadencji Salwadorczycy zajęli najwyższe w historii miejsce w rankingu FIFA, a także po raz pierwszy zostali sklasyfikowani na trzeciej pozycji w regionie CONCACAF, zaraz za Meksykiem i USA. Awansował również do drugiej rundy eliminacji do Mistrzostw Świata 2014. Równocześnie trenował olimpijską kadrę Salwadoru w eliminacjach do Igrzysk Olimpijskich w Londynie, jednak nie zdołała się ona do nich zakwalifikować. Z posady selekcjonera zrezygnował w lipcu 2012, notując z Salwadorem bilans dziewięciu zwycięstw, czterech remisów i pięciu porażek w osiemnastu spotkaniach.
Kilka dni po odejściu z kadry Salwadoru Israel podpisał umowę z zespołem, z którym odnosił największe sukcesy w karierze trenerskiej – paragwajskim Club Libertad. Podczas jesiennych rozgrywek Clausura 2012 zdobył z nim już czwarte w swojej karierze mistrzostwo kraju. Dzięki temu sukcesowi został wybrany na najlepszego szkoleniowca w lidze paragwajskiej w 2012 roku. W 2013 roku wraz z Libertadem wziął udział w turnieju Copa Libertadores, lecz zajął dopiero trzecie miejsce w grupie, nie awansując do fazy pucharowej. W połowie 2013 roku przedłużył umowę z tym klubem, jednak już we wrześniu został szkoleniowcem walczącego o utrzymanie meksykańskiego zespołu Atlante FC z siedzibą w mieście Cancún. Pod jego kierownictwem ekipa przerwała serię dwunastu ligowych meczów z rzędu bez zwycięstwa, lecz na dłuższą metę nie potrafił odmienić gry drużyny, w dziesięciu spotkaniach wygrywając trzykrotnie i po upływie niecałych czterech miesięcy został zwolniony ze stanowiska, zaś Atlante, prowadzone już przez Pablo Mariniego, ostatecznie spadło do drugiej ligi.
W maju 2014 Israel podpisał umowę z najpopularniejszym i najbardziej utytułowanym klubem w Ekwadorze – Barceloną SC z miasta Guayaquil.
Od 1975 roku był żonaty z Arianą, posiadał trzech synów i córkę.